# 平行進口貨品
平行進口貨品（英語：parallel import），或平行輸入貨品，一般俗稱水貨，為無經由正式代理商進口的貨品。相對地，經由正式代理商進口的貨品則俗稱行貨。水貨未必等同于冒牌货，但是因為來源不明，所以有買到仿冒品的風險，因為無經由總公司直接或者間接授權的代理商入口，所以若商品有問題可能求助無門。販售「水貨」因夾雜「製造合法」與「輸入非法」的行為，又通稱為「灰色市場」（gray market）。視乎各地法例而定，某一商品的水貨在某國家或地區可能被禁止銷售。
水貨的售價一般比較行貨便宜，這可能是由於貨品在不同國家的價格有差距，或者水貨商的成本較行貨為低。但是如果該貨品在銷售地仍然未推出，水貨的售價則可能比較原產地為高。
水貨與行貨的分別一般在售後服務上，行貨電子、電器產品一般都附有有期限的免費或收費保修服務，由代理商提供。水貨則可能完全沒有保修服务，或由水貨進口商提供。通常這些保養，只是在貨品損壞後由水貨進口商代為把貨品運回輸出國作維修，或由進口商自行提供維修服務。一些代理商則是在消費者自行負擔費用的前提下，提供水貨的維修服務。有的廠商對於其產品提供全球保固服務，則水貨可和行貨享有相同的售後服務。

## 電子產品及電器
一般來說，銷售水貨電子產品及電器不違法，但水貨仍需符合當地有關電器及消費品安全的法例要求。

### 例子
- 2004年12月，Sony在日本推出攜帶式遊戲機PSP，當時在其他地方仍未推出，在其他包括香港等地，水貨成行成市，價格則比原產地日本為高。
- 2012年9月，蘋果公司在美國推出第五代智慧型手機iPhone 5，當時只在部分國家推出。在其他包括台灣等地，水貨到達香港，價格則比第一批銷售國家為高。

## 出版品
版權物品例如書本、唱片、影碟、電腦軟件等，由於不同地區人民的購買力可以存在很大差異，但該等物品的複製成本低，其版權持有人在衡量利益後，往往願意在購買力低的地區降低售價出售，於是在不同地區便存在價格差異。水貨商人可以從某些地區購入較低價的版權物品再運往其它地區出售圖利。為了減少此種情況，某些國家和地區立法禁止或限制水貨版權物品的輸入，以保障版權持有人的利益，不過一般不會禁止個人從外地購入水貨自用（有數量限制，另外在輸入地非法的出版物仍然可能被拒絕帶入）。
某些出版社要求須經授權方可發行、銷售、陳列自家書籍，禁止將其平行輸入銷售至其他地區。

## 藥品
世界上絕大多數國家和地區設有藥品註冊制度，通常只容許已獲得生產商授權的進口商申請某一藥品的註冊以供在當地銷售。在此情況下，除非法例設有豁免，水貨藥品根本不可能合法進口銷售。

### 例子
- 2005年12月，香港政府證實2,700劑水貨凡爾靈（Vaxigrip）流感疫苗從深圳流入香港，其中1600劑已經使用，並有醫務所替病人注射了這些水貨流感疫苗，水貨疫苗未經註冊，質素欠缺保證，亦可能沒有以適當溫度儲存，對接受疫苗者的身體可能有未知的影響。

## 汽車
一般來說，銷售水貨汽車不違法，但水貨仍需符合當地有關汽車及消費品安全的法例要求。

### 例子
- 2019年，中國商務部、海關總署等七部門聯合簽發關于進壹步促進汽車平行進口發展的意見，在汽車平行進口試點工作取得重要進展的基礎上，繼續建立並完善社會化汽車流通體系，有效滿足多樣化多層次消費需求。[2]